# Insa Rudolph
Insa Rudolph (* 13. Januar 1978 in Göttingen) ist eine deutsche Musikerin, Singer-Songwriterin und Komponistin im interdisziplinären Spielfeld zwischen Theater, Film, Konzert und Hörspiel.

## Leben und Werk
Insa Rudolph studierte Jazzgesang am Konservatorium von Amsterdam und arbeitet seitdem als freischaffende Sängerin und Komponistin. Das Aufspüren ungewöhnlicher Klangquellen und der unkonventionelle Gebrauch von Instrumenten sind oft Ausgangspunkt ihrer Kompositionen. Über das spielerische Forschen nach Klängen und Klangmixturen in Verbindung mit ihrer Stimme entsteht eine Musik, in der sich Fremdes und Vertrautes zu einem alternativen Gesamtklang fügen.
Als Sängerin musizierte sie in verschiedenen Ensembles und mit Musikern wie Claudio Puntin, Kim Efert, Samuel Rohrer, Bernhard Meyer, Florian Weber, Jan Schreiner, Anne Mette Iversen, Martin Fondse, René Dohmen, Matthew Herbert, Theo Bleckmann.  Mit dem renommierten Klarinettisten Claudio Puntin gründete sie u. a. die Band sepiasonic, das gleichnamige Album erschien 2014 bei Arjunamusic Records, Berlin. Für die Projekte Swiss Moods und Bergmannslieder stand sie als Gesangssolistin mit der WDR Big Band auf der Bühne.
Sie ist Gründungsmitglied der werkgruppe2, einem freien Künstlerinnen-Kollektiv, das sich überwiegend in Film- und Theater-Projekten dem dokumentarischen Storytelling verschreibt. Hier arbeitet Insa Rudolph seit 2008 zusammen mit der Regisseurin Julia Roesler und der Dramaturgin Silke Merzhäuser als Projekt-Entwicklerin, Komponistin, Musikalische Leiterin und Bühnenmusikerin. Aus dieser Zusammenarbeit entstanden Theaterstücke, beispielsweise Polnische Perlen, Hörspiele und Filme, die mehrfach ausgezeichnet wurden und auf Festivals eingeladen waren. Zuletzt feierte die erfolgreiche Theaterproduktion Hier spricht die Polizei am Staatstheater Hannover und bei den Ruhrfestspielen Recklinghausen Premiere. Der erste Kurzfilm des Kollektivs, Marina, basierend auf Interviews mit osteuropäischen Pflegekräften, die in deutschen Haushalten alte Menschen pflegen, gewann beim Dokumentarfilmfestival DOK Leipzig die Goldene Taube.
Ebenfalls in Koproduktion mit den Ruhrfestspielen Recklinghausen, dem Schauspiel Essen, sowie mit dem Polski Theatre in the Underground (Teatr Polski w Podziemiu) und durch die Unterstützung des Goethe Instituts entstand 2021 der deutsch-polnische Theaterfilm Arbeiterinnen, für den ausführliche Interviews mit Arbeiterinnen in Deutschland und Polen entstanden. Der Film war 2022 nominiert für den Deutschen Dokumentarfilm-Musikpreis beim DOK.fest München.
International erfolgreich war der Kurzfilm Anna aus dem Jahr 2022, der auf Filmfestivals von Krakau bis Buenos Aires gezeigt und für das deutsch-französische Kurzfilmprogramm Short export – Made in Germany ausgewählt wurde. Die Deutschlandpremiere fand beim Kasseler Dokfest statt. Der Kurzfilm Schwester Johann Baptist, bei dem Insa Rudolph während der Dreharbeiten in Kolumbien auch Regie führte, feierte 2024 beim Kutaisi International Short Film Festival Premiere.
Seit 2015 arbeitet Insa Rudolph mit der US-amerikanischen Regisseurin Sonia Kennebeck zusammen und komponierte die Soundtracks zu den mehrfach ausgezeichneten Dokumentarfilmen National Bird (Premiere Berlinale 2016, Executive Producer Wim Wenders), Enemies of the State (Premiere Toronto Film Festival 2020) und United States vs. Reality Winner (Executive Producer Wim Wenders). Der Film National Bird wurde mit dem Ridenhour Documentary Film Prize 2017 ausgezeichnet.
In Zusammenarbeit mit Dürbeck & Dohmen und Isola Music entstanden für Film und Fernsehen eine Vielzahl von Songs, die Insa Rudolph meist selber sang.
2019 wurde Insa Rudolph für die Filmmusik zu Enemies of the State für die Kreativ Prämie Filmmusik des Hessischen Ministerium für Wissenschaft und Kunst sowie 2022 für den Deutschen Dokumentarfilm-Musikpreis des DOK.fest München für den Theaterfilm Arbeiterinnen nominiert.
Seit 2022 ist sie Mitglied in der Deutschen Filmakademie.

## Filmmusiken (Auswahl)
- 2009: Soundless Wind Chime (Das stumme Spiel des Windes), Kinospielfilm, Regie: Kit Hung
- 2016: National Bird, Dokumentarfilm, Regie: Sonia Kennebeck
- 2017: From Journalist to Hostage, Regie: Sonia Kennebeck, NYT Opdocs
- 2017: Komplizen? - VW und Brasiliens Militärdiktatur, ARD
- 2018: Marina, Kurzfilm, Regie: Julia Roesler werkgruppe2
- 2020: Enemies of the State, Dokumentarfilm, Regie: Sonia Kennebeck
- 2021: Fredda Meyer, Kurzfilm, Regie: Julia Roesler, werkgruppe2
- 2021: Arbeiterinnen - Theaterfilm, Regie: Julia Roesler, werkgruppe2
- 2021: US vs. Reality Winner, Kinodokumentarfilm, Regie: Sonia Kennebeck
- 2021: Auf der Suche nach der gewebten Zeit, Video-Installation, Regie: Donata Wenders
- 2022: Anna - Kurzfilm, Regie: Julia Roesler, werkgruppe2
- 2024: Schwester Johann Baptist, Regie: Insa Rudolph, Julia Roesler, werkruppe2
- 2025: Luisa - Kinospielfilm, Regie: Julia Roesler, werkgruppe2

## Theatermusik (Auswahl)
- 2009: Friedland, dokumentarisches Theaterprojekt werkgruppe2 (Text, Regie, Musik), Koproduktion mit dem Deutschen Theater Göttingen
- 2010: Soldaten, dokumentarisches Theaterprojekt werkgruppe2 (Text, Regie, Musik), Koproduktion mit dem Deutschen Theater Göttingen
- 2012: Zirkus, dokumentarisches Theaterprojekt werkgruppe2 (Text, Regie, Musik), Koproduktion mit dem Deutschen Theater Göttingen
- 2013: Ich und der Esel, dokumentarisches Theaterprojekt werkgruppe2 (Text, Regie, Musik)
- 2013: Rotlicht, dokumentarisches Theaterprojekt werkgruppe2 (Text, Regie, Musik), Koproduktion mit dem Deutschen Theater Göttingen
- 2014: Polnische Perlen, dokumentarisches Theaterprojekt werkgruppe2 (Text, Regie, Musik), Koproduktion mit dem Staatstheater Braunschweig
- 2014: Blankenburg, dokumentarisches Theaterprojekt werkgruppe2 (Text, Regie, Musik), Koproduktion mit Oldenburgischen Staatstheater
- 2015: Fliehen und Forschen, dokumentarisches Theaterprojekt werkgruppe2 (Text, Regie, Musik), Koproduktion mit dem Staatstheater Braunschweig
- 2016: Offener Himmel, dokumentarisches Theaterprojekt werkgruppe2 (Text, Regie, Musik), Koproduktion mit dem Staatstheater Braunschweig
- 2018: Die Ehen unserer Eltern, dokumentarisches Theaterprojekt werkgruppe2 (Text, Regie, Musik), Koproduktion mit dem Badischen Staatstheater Karlsruhe[18]
- 2022: Überleben, dokumentarisches Theaterprojekt werkgruppe2 (Text, Regie, Musik), Koproduktion mit Oldenburgischen Staatstheater
- 2023: § 218, dokumentarisches Theaterprojekt werkgruppe2 (Text, Regie, Musik), Koproduktion mit Theater Oberhausen
- 2024: Hier spricht die Polizei, dokumentarisches Theaterprojekt werkgruppe2 (Text, Regie, Musik), Koproduktion mit dem Schauspiel Hannover und den Ruhrfestspielen Recklinghausen

## Hörspiel/Digitales Storytelling
Werkgruppe 2
- 2021: Choice-Project. On Abortion Rights and Political Protest (online)
- 2022: Weinen – 25 Episoden über das Weinen auf der Bühne und im Film, digitales Filmprojekt (online)
- 2022: Überleben. Fragen aus einer Interview-Recherche, Deutschlandfunk (online)
- 2022: Bitte nicht stören. Hörspiel über Reinigungskräfte im Hotel, Deutschlandfunk (online)

## CD-Veröffentlichungen
- 2010: Berge versetzen, Unit Records
- 2015: sepiasonic, Arjunamusic Records

### Interviews
- David Roesner: »Den Theaterraum als akustischen Raum begreifen«, Ein Gespräch mit Insa Rudolph. In: Theatermusik. Analysen und Gespräche, Berlin 2019.
- „So viele Ping-Pong-Momente“, Interview mit Julia Roesler, Insa Rudolph und Silke Merzhäuser, von: Katrin Ullmann, in: TAZ Nord, 3. Januar 2024
- Podcast zum Hörspiel „Überleben“: Die Macherinnen im Interview